# Sanctuaire de l'Alverne
Ne doit pas être confondu avec L'Alverne.
Le sanctuaire de l'Alverne (en italien : santuario della Verna) est situé à quelques kilomètres de Chiusi della Verna (province d'Arezzo) dans le parc national des forêts du Casentino, Monte Falterona, Campigna. Il est célèbre car c'est le lieu où saint François d'Assise aurait reçu les stigmates en septembre 1224. Le sanctuaire possède de nombreuses chapelles et lieux de prière qui sont la destination de nombreux pèlerinages. En août 1921, le pape Benoît XV élève l'église au rang de basilique mineure.

## Origine du nom
Selon le Père Salvatore Vitale, franciscain du XVIIe siècle, le nom provient d'un lieu dédié à la déesse Laverna; pour d'autres, il aurait la même racine que le mot inverno (hiver en italien) car c'est un lieu montagneux (1 128 m) et froid.

## Histoire
En 1213, le comte Orlando de Chiusi di Casentino rencontre saint François à San Leo dans le Montefeltroet lui fait don du Mont Alverne. François trouve le lieu propice pour la vie ascétique et y installe plusieurs religieux. En août 1224, François se retire sur le Mont Alverne pour un jeûne de 40 jours en préparation de la fête de saint Michel du 29 septembre. Un matin aux environs de la fête de l'Exaltation de la Sainte-Croix (14 septembre), alors qu'il prie sur le flanc de la montagne, François voit un séraphin avec six ailes et comme crucifié qui imprime dans sa chair les plaies du Christ.
Très tôt, plusieurs papes comme Grégoire IX ou Alexandre IV reconnaissent comme véridique les stigmates de saint François. Par une bulle du 22 mai 1255, Alexandre IV prend l'Alverne sous la protection du Saint-Siège. Le 20 août 1260, une église est consacrée et dédiée à saint François et Notre-Dame des Anges, en présence de saint Bonaventure, ministre général des franciscains, de nombreux évêques et près de mille religieux.
La construction de la grande église commence en 1348 par les dons du comte Tarlat di Chuisi et sa femme Joanna de sainte Flore, et se termine en 1509 grâce aux contributions du sénat de Florence. En août 1921, le pape Benoît XV élève l'église au rang de basilique mineure. Devant l'église se trouve un portique qui se continue par une galerie qui mène à une chapelle construite par le comte Simon di Battifolio, près de l'endroit où saint François aurai reçu les stigmates. Chaque jour à 15 heures, une procession part de la basilique jusqu'à la chapelle des stigmates. Les pèlerins peuvent aussi descendre au Sasso Spico, une faille entre les rochers où François aimait prier, ou passer le long du précipice où le saint fut tenté par le diable de se jeter dans le vide.

Vue panoramique.